# Alphonse Trent
Alphonse Trent (of Alphonso Trent) (Fort Smith (Arkansas), 24 augustus 1905 - aldaar, 14 oktober 1959) was een Amerikaanse jazzpianist en leider van een van de eerste territory bands.
Trent speelde met lokale bands in Arkansas en leidde rond 1923 zijn eerste groep. In 1924 speelde hij met Eugene Cook Synco Six. Hij nam de leiding van deze band over en zou zo'n tien jaar met dit orkest spelen. Het was een van de eerste en ook bekendste 'territory bands': een swing-orkest van een man of acht-twaalf, dat geen thuisbasis heeft en overal rondtrekt. Het waren de top 40 coverbandjes van die tijd: de meeste bands speelden materiaal van andere orkesten.  De band speelde in het zuiden (vooral Texas) en midwesten van Amerika, maar ook op stoomboten. Midden jaren dertig stopte hij ermee, maar kwam in 1938 met een nieuwe band, waarmee hij in het midwesten toerde.  Daarna trok hij zich terug uit de muziek. Sidemen die in zijn bands hebben gespeeld, waren onder meer Harry "Sweets" Edison en Charlie Christian. Van Alphonse Trent zijn slechts acht songs opgenomen.

## Discografie
- Richmond Rarities (verzamel-cd met tevens opnamen van Alex Jackson, Zack Whyte en Red Perkins), Jazz Oracle

- Library of Congress Control Number: no2002040376
- MusicBrainz: 8ef18be9-42bc-41d7-891b-5e0cefc174f1
- Virtual International Authority File: 9510721
- WorldCat: E39PBJqk6xhBFh3j6Vk3jcGWDq